# Одринка
О́дринка — село в Україні, у Нововодолазькій громаді Харківського району Харківської області. Населення становить 474 осіб. Колишній (до 2017) орган місцевого самоврядування — Одринська сільська рада.

## Географія
Село Одринка знаходиться на річці Чернича (колишня Одринка). На річці кілька великих загат. На відстані 1 км розташовані села Пластунівка і Мокра Рокитна. Північно-східна частина села раніше була селом Лисий (Гелунев) Горб.

## Історія
Село засноване в 1681 році.
За даними на 1864 рік у казенному селі Огульчанської волості Валківського повіту мешкала 1106 осіб (560 чоловічої статі та 546 — жіночої), налічувалось 183 дворових господарств, існувала православна церква, відбувалось 3 щорічних ярмарки.
За переписом 1897 року кількість мешканців зросла до 777 осіб (398 чоловічої статі та 379 — жіночої), з яких всі — православної віри.
Під час організованого радянською владою Голодомору 1932—1933 років померло щонайменше 22 жителі села.
12 червня 2020 року, розпорядженням Кабінету Міністрів України № 725-р «Про визначення адміністративних центрів та затвердження територій територіальних громад Харківської області», увійшло до складу Нововодолазької селищної громади.
19 липня 2020 року, в результаті адміністративно-територіальної реформи та ліквідації Нововодолазького району, село увійшло до складу новоутвореного Харківського району.

## Економіка
- Молочно-товарна ферма.
- Сільськогосподарське ТОВ «Імпульс».
- Сільськогосподарське ТОВ «Хлібороб».

## Об'єкти соціальної сфери
- Одринський фельдшерсько-акушерський пункт.

## Відомі люди
- Білоцерківський Василь Якович — професор кафедри історії України Харківського національного педагогічного університету імені Григорія Сковороди, доктор історичних наук.
- Васильєв Леонід Якович — заслужений лікар України, кандидат медичних наук, головний лікар Інституту медичної радіології  та онкології імені С. П. Григор'єва НАМН України, Почесний громадянин Нововодолазької громади.[8]